# Ornacieux
Ornacieux ist eine Ortschaft und eine Commune déléguée in der französischen Gemeinde Ornacieux-Balbins mit 420 Einwohnern (Stand: 1. Januar 2022) im Département Isère in der Region Auvergne-Rhône-Alpes.
Die Gemeinde Ornacieux wurde am 1. Januar 2019 mit Balbins zur Commune nouvelle Ornacieux-Balbins zusammengeschlossen. Sie gehörte zum Arrondissement Vienne, zum Kanton Bièvre und zur Communauté de communes Bièvre Isère. 

## Geografie
Ornacieux liegt etwa 29 Kilometer ostsüdöstlich von Vienne. Umgeben wurde die Gemeinde Ornacieux von den Nachbargemeinden Semons im Norden, Commelle im Norden und Nordosten, La Côte-Saint-André im Osten und Südosten, Balbins im Süden, Penol im Südwesten, Bossieu im Westen sowie Arzay im Nordwesten.

## Bevölkerungsentwicklung
| Jahr                       | 1962 | 1968 | 1975 | 1982 | 1990 | 1999 | 2006 | 2017 |
| Einwohner                  | 221  | 219  | 166  | 191  | 191  | 228  | 348  | 404  |
| Quellen: Cassini und INSEE |      |      |      |      |      |      |      |      |

## Sehenswürdigkeiten
- Kirche Saint-Didier
- Reste der Burg Ornacieux